# 로얄로더 (드라마)
《로얄로더》(영어: The Impossible Heir)는 2024년 2월 28일부터 2024년 4월 3일까지 방송 예정인 디즈니+ 오리지널 드라마다.

## 줄거리
갖고 싶고, 되고 싶고, 훔치고 싶었던 대한민국 최고 재벌가 왕좌를 차지하기 위한 마이너리거들의 이야기

## 제작진

### 제작
- 이향봉
- 강보영
- 배익현
- 안창호

### 제작사
- 슬링샷스튜디오
- 네오엔터테이먼트

### 연출
- 민연홍
- 이향봉

### 극본
- 최원

## 등장 인물

### 주요 인물
- 이재욱 : 한태오 역 (아역 : 이시은)
- 이준영 : 강인하 역 (스포일러:백인하)
- 홍수주 : 나혜원 역

### 주변 인물
- 최진호 : 강중모 역
- 김호정 : 장금석 역
- 한상진 : 강인주 역
- 이지훈 : 강성주 역
- 최희진 : 강희주 역
- 고창석 : 채동욱 역
- 이서안 : 정지선 역
- 장마루

### 그 외 인물
- 허남준 : 하명진 역

### 특별출연
- 최병모 (배우) : 한태오 아버지역

## 참고사항
- 이재욱의 단독 주연 OTT 드라마다
- 로얄로더 답게 말 그대로 왕의 길을 걷는자에 대해 이야기를 풀어갔다.
- 연출과 떡밥 회수능력은 디즈니+답지만 극본력은 한계를 보여줬다.
- 각 캐릭터의 부재를 면밀히 볼 수 있었고 캐릭터간의 연계성 조금 다소 부족하다고 느낄수 있었다.
- 이지훈의 화내는 연기 악역 연기에 여전히 부족했다.
- 이준영의 미스터기간제 이후 2번째 악역 연기였고 혼자 돋보였다.
- 이재욱의 현실적인 연기를 볼 수 있다.
- 최진호가 맡은 캐릭터를 작가가 제대로 활용하지 못했다.
- 그 외에도 완벽하게 캐릭터간의 연계성이 이루어내지 못했고 부자연스러웠다.